# Hlukhiv
Hlukhiv (em ucraniano:  Глу́хів, em polonês/polaco:  Głuchów, em russo:  Глухов, transl. Glukhov) é uma cidade da Ucrânia, situada no Oblast de Sumy. Tem 83,74 km² de área e sua população em 2020 foi estimada em 32.686 habitantes.